# 压缩空间
《压缩空间》是由Kuju娱乐旗下的Zoë Mode工作室开发并由世嘉于2007年在PlayStation Portable掌机上发行的平台动作、解谜游戏。游戏的主人公名叫丹尼（Danny），是一位患有失眠症的年轻人。在游戏中丹尼使用一种名叫C.R.U.S.H的试验设备来探索他的思想并寻找失眠的原因。游戏的关卡设计风格受蒂姆·伯顿和毛瑞特斯·柯奈利斯·艾雪影响，每一关都以抽象的风格表现丹尼的日常生活，并由玩家操纵丹尼收集他失落的宝石和其他反映思维的元素。
《压缩空间》的主要游戏要素包括在每个游戏关卡中操纵游戏视角在2D和3D之间变换，使得主人公能够到达在其他视角中无法到达的平台和位置。评论者认为这一元素与同样在2007年发行的游戏《超级纸片马里奥》非常相似，然而Zoë Mode工作室在五年前就开始引入这一概念。该作一经发行就得到了正面的评价，评论者赞许该作将维度变换和其他游戏表达要素结合的努力。该作虽然赢得了包括月度PSP游戏在内的一些游戏奖项，但没有达到开发者对其的销售期望。

## 剧情
游戏的主人公是一个名叫丹尼（Danny）的年轻人，他受到担忧、压力和消极的记忆影响而患上了失眠症。一位疯狂的科学家鲁本医生（Dr. Reuben）使用他研制的具有敏感的女性人格的“利用回退认知的精神启发仪”（Cognitive Regression Utilizing pSychiatric Heuristics）对丹尼进行治疗。
C.R.U.S.H.仪器的头盔对丹尼进行催眠，使得他在催眠状态中通过拾取象征精神元素的宝石来恢复自己的神智，并面对代表其原始恐惧的怪兽。丹尼因此发现了他的失眠主要是由于害怕黑暗等儿时的恐惧造成的。
在游戏的最终，C.R.U.S.H.仪器认为解决丹尼的黑夜恐怖症对于它来说过于大材小用，转而企图攻击丹尼的神志。游戏画面在这一尝试开始时渐黑结束。

## 游戏要素

游戏关卡中的三维视角，可以看见右下方的彩色宝石和中间分开的奖杯图案

同一关卡压缩成为二维视角，可以看见中间压缩后完整的奖杯，右侧的存档点和拼图碎片

《压缩空间》游戏关卡分为四个大关，每个大关中都有10个关卡，关卡的设定都取材于游戏主人公丹尼过去经历过的事件。游戏的关卡代表了丹尼的精神状态，主要以黑暗的城市夜色中耸立的高楼和间或出现的街灯为主。关卡主要由以方块等形式构成的平台组成。在每一个关卡中，玩家的主要任务是通过拾取各种宝石获得依其颜色决定的不同分值。当获得预先设定好的足够分值时，关卡的出口就会随之打开。丹尼除了正常行走外还能够匍匐进入狭小的空间或跳起一定的高度。
该作的主要特色在于画面视角能够在二维和三维之间变换，并通过这一变换使得主人公能够到达原先看起来无法到达的区域，从而解开游戏任务的谜题。在三维模式下，玩家可以控制第三人称视角在四个方向的侧视和自上而下的俯视视角之间任意变换。在任意一个视角中，玩家可以控制丹尼压缩关卡空间，将所有三维元素挤压进一个二维平面中。在侧视视角中压缩将产生类似二维图形平台动作游戏的效果，而从俯视视角进行压缩则提供了二维顶视的投影。压缩空间可以使得在三维画面中处于同一视平面但分开大段距离的平台连接或合并在一起，在二维视图中产生可以到达的通路。玩家也可以在任何时候复原关卡空间的压缩。关卡中的一些方块在压缩后可能成为丹尼无法通过的障碍物，另一些则可能成为玩家可以利用来到达其他位置的平台。如果丹尼所在的位置导致他在压缩后会被方块压扁，则玩家的压缩指令会被取消；同样的，如果复原压缩后丹尼被悬在半空中，这一复原压缩的指令也会被取消。
一些关卡中存在着敌对的怪兽，玩家可以利用不能通过的方块将怪兽压平或者使用其他道具消灭它们。在一些关卡中，玩家还会遇到计时器，当玩家在关卡中第一次将计时器压缩在画面中时计时器就从预定的时间开始倒计时，丹尼需要在倒计时结束之前跳到计时器上方将其指针踩掉。当丹尼在关卡中跌落、被怪兽碰到或是没有成功组织计时器时，丹尼就会从他的精神探索中醒来，然后再被C.R.U.S.H.仪器放入到关卡的起点或者丹尼通过的上一个存档点。
在关卡中还存在一些大型的球体和圆柱体，当玩家以合适的方式压缩空间后可以推动它们。这些道具可以用作平台或是用于压按开关。玩家在通关的过程中可以收集拼图碎片来得到附加的游戏图片。关卡中墙壁上的发光图标代表丹尼的一些思维元素，在关卡被压缩成二维且这些图标完整出现在画面中时激活。一些思维元素使得丹尼能够跳得更高，另一些能使时间暂时停止，等等。
当玩家完成一个关卡时，会依据丹尼在该关卡中所花的时间和“醒来”的次数对玩家进行评分。当玩家收集全部的宝石、拼图碎片和隐藏的思维奖杯时还会得到额外的奖励。其中，思维奖杯将解锁该关卡的特别挑战模式，在该模式下玩家需要在限定的时间和压缩次数下再次完成该关卡。

## 开发
Zoë Mode工作室的执行制作人保罗·莫特拉姆（Paul Mottram）在一次采访中提到，《压缩空间》的游戏概念自2002年起就引入了，但一直到2006年才开展了实际的工作。游戏最初的概念立足于在二维和三维世界中的空间压缩机制，而开发者只需设计合适的障碍物避免玩家简单地通过压缩而过关。莫特拉姆在采访中表示，在该作的开发过程中，《超级纸片马里奥》的游戏要素尚未公开，因此开发团队得知这两个游戏有着类似的特性时非常惊讶。
莫特拉姆提到，再开发游戏剧情和人物之前，压缩空间的机制就已经进行了六个月的开发和细化。开发团队希望能够描述一个“普通人在不可能存在的状态中”的故事。游戏的美工和关卡设计受到蒂姆·伯顿、麥克·米格諾拉和毛瑞特斯·柯奈利斯·艾雪的影响。最初的剧情设计比最终发布的作品中更加阴沉，讲述丹尼即将死去，而游戏的剩余部分则作为倒叙展开。
该作的游戏关卡实际上是用PlayStation Portable上的关卡编辑器进行开发的，但Zoë Mode工作室在发行时尚未能够对关卡编辑器进行细化。莫特拉姆表示“如果能看到用户制作的内容就好了，这是我们一直以来对未来认真考虑的东西”，并认为追加下载内容“会和该作的关卡结构完美配合，相信该作的爱好者回期待看到更多的关卡”。莫特拉姆并表示，根据他们所收到的高度正面的反馈，他们会乐意向市场推出该游戏的续作。然而，由于Zoë Mode工作室如《SingStar》和《Play》等其他作品将被优先开发，她不能确定什么时候这一目标能够实现。

## 评价
总的来说，《压缩空间》受到了正面的评价，在Game Rankings的43个评论中获得了83%的评分，在Metacritic的41个评论中也获得了同样的分数。
该作由于它在游戏要素方面的创新而受到高度的赞扬。GameSpot的瑞安·戴维斯（Ryan Davis）赞许该作拥有“之前的游戏作品少见的创新概念”。1UP.com的尼克·苏特纳（Nick Suttner）则将该作称为“没有任何其他游戏能够匹敌的相当值得尝试的、专业设计的解谜体验”。对于游戏的学习曲线设计的评价则毁誉参半。IGN的杰里米·邓纳姆（Jeremy Dunham）赞赏该作中谜题元素的出现顺序，认为新的游戏元素以“理想的节奏”引入，而绝大多数的谜题需要玩家“突破常规的思考”才能解决。Eurogamer的丹·懷特黑德（Dan Whitehead）则评价该游戏的这些元素引入得太快，“没有给玩家时间将基本方法放入实践中”。
一些评论者认为游戏的一些元素降低了游戏的独特性。X-Play的格雷格·奥兰多（Greg Orlando）虽然认为这游戏是“最具新颖性的游戏之一”，但也同时提到该作由于缺乏在每一关操作世界和收集物品以外对玩家的激励要素，游戏本身“完全不怎么有趣”。评论者们还认为一些谜题由于选择PlayStation Portable进行操作而显得棘手。评论者们认为游戏的剧情低劣，但是游戏要素克服了这一问题。如《纽约时报》的查尔斯·哈罗德（Charles Harold）所说，“由于巧妙的谜题存在，那些微不足道的剧情完全可以忽略”。
IGN授予《压缩空间》2007年5月“月度PSP游戏”的奖项。《GameSpy》则将该作评为“2007年度PSP游戏”第3名和“PSP年度解谜游戏”。类似的，IGN也在2007年度游戏的评选中将该作评为“最佳PSP解谜游戏”、“最具创新的PSP游戏”、“前所未有的最佳PSP游戏”三项大奖。该作还在2007年度开发杂志业界杰出大奖（Develop Industry Excellence Awards）中获得“最佳新手持智慧财产”（Best New Handheld IP）奖。
根据保罗·莫特汉姆所述，《压缩空间》的销售额并没有达到开发团队的预期，但是莫特汉姆希望该作能够“坚持一段时间并继续得以发售”。